# Международный альянс либертарианских партий
Международный альянс либертарианских партий (IALP) — является альянсом либертарианских политических партий во всем мире. Его миссия — продвигать либертарианские идеи на международном уровне.
На Либертарианском национальном съезде 2014 года в США был назначен бывший председатель Либертарианского национального комитета Джефф Нил, чтобы помочь создать альянс либертарианских партий. 6 марта 2015 года IALP был сформирован из девяти членов-основателей. По состоянию на 2019 г. IALP насчитывает 21 члена.

## Ассамблея
Ассамблея является руководящим органом IALP, состоящей из всех членов IALP и имеющих равное количество голосов. Является единственным органом, который может вносить изменения в устав. Устанавливает любые правила и процедуры, пока они не нарушают устав.

## Либертарианские партии
Страны с тенью обозначают членов-основателей IALP.
| Страна         | Партия                                                                   | Количество мест в нижней палате | Количество мест в верхней палате |
| -------------- | ------------------------------------------------------------------------ | ------------------------------- | -------------------------------- |
| Австралия      | Либертарианская партия                                                   | 0 из 151                        | 0 из 76                          |
| Бельгия        | Либертарианская партия (Бельгия)                                         |                                 |                                  |
| Великобритания | Либертарианская Партия (Великобритания)                                  | 0 из 650                        | 0 из 778                         |
| Германия       | Партия Разума                                                            |                                 |                                  |
| Грузия         | Новый политический центр — Гирчи                                         |                                 | 4 из 150                         |
| Италия         | Либертарианское движение                                                 |                                 |                                  |
| Испания        | Либертарианская Партия (Испания)                                         |                                 |                                  |
| Канада         | Либертарианская партия Канады                                            |                                 |                                  |
| Колумбия       | Libertario                                                               |                                 |                                  |
| Кот-д'Ивуар    | Freedom and Democracy for the Republic (LIDER)                           |                                 |                                  |
| Нидерланды     | Либертарианская Партия (Нидерланды)                                      |                                 |                                  |
| Норвегия       | Капиталистическая партия                                                 |                                 |                                  |
| Польша         | Новая надежда                                                            | 7 из 460                        | 0 из 100                         |
| Португалия     | Либертарианская партия                                                   |                                 |                                  |
| Россия         | Либертарианская партия России                                            |                                 |                                  |
| США            | Либертарианская партия (США)                                             | 0 из 435                        | 0 из 50                          |
| Франция        | Либертарианская Партия (ранее фр. Mouvement des Libertariens, 2013-2016) |                                 |                                  |
| Чехия          | Свободные                                                                |                                 |                                  |
| Швейцария      | The Swiss Independence Party up!                                         | 0 из 200                        | 0 из 46                          |
| Швеция         | швед. Liberala partiet                                                   |                                 |                                  |
| Шотландия      | Шотландская Либертарианская Партия                                       |                                 |                                  |
| ЮАР            | Либертарианская партия Южной Африки                                      | 0 из 400                        | 0 из 90                          |